# 魔法のハイビスカス
魔法のハイビスカス（まほうのハイビスカス）は、2004年にパイオニアが開発・販売した4号機パチスロ機である。保通協における型式名は「マジカルフラワー」。

## 概要
本モード式のストック機であり通常モード（1～4）、魔法モード、大魔法モードがある。連荘モードである大魔法モードは75%の確率でループする。ストックがある場合の最大天井は499G。
筐体の左上部分にろうそくがともっており、これが消えると右上部分のハイビスカスランプが点灯してボーナス確定の告知をする。

## ボーナス放出確率
| 設定 | BIG確率 | REG確率 | 出玉率 |
| ---- | ------- | ------- | ------ |
| 1    | 1/308   | 1/620   | 93.8%  |
| 2    | 1/289   | 1/583   | 96.7%  |
| 3    | 1/271   | 1/545   | 99.9%  |
| 4    | 1/254   | 1/512   | 103.2% |
| 5    | 1/238   | 1/479   | 106.8% |
| 6    | 1/230   | 1/383   | 110.7% |

※各数値はメーカー発表値。

## ゲーム機
- オンラインゲームサイト『777town.net』にてプレイが可能である。